# It's My Own Cheating Heart That Makes Me Cry
It's My Own Cheating Heart That Makes Me Cry – singel Glasvegas z ich debiutanckiego albumu. Został wydany 37 lutego 2008 roku. Utwór napisał gitarzysta i wokalista zespołu James Allan.

## Lista utworów
7" single (SAN002); digital download
1. „It's My Own Cheating Heart That Makes Me Cry” – 4:45
2. „Be My Baby” (Barry/Greenwich/Spector) – 4:12

Promo CD
1. „It's My Own Cheating Heart That Makes Me Cry” – 4:45
2. „Be My Baby” (Barry/Greenwich/Spector) – 4:12
3. „It's My Own Cheating Heart That Makes Me Cry” (Clean Version) – 4:41

## Twórcy
- James Allan – gitara elektryczna, wokal, producent
- Rab Allan – gitara elektryczna
- Paul Donoghue – gitara basowa
- Caroline McKay – perkusja
- Kevin Burleigh – inżynier dźwięku
- Jimmy Neilson – inżynier dźwięku